# Tipula shastensis
Tipula shastensis är en tvåvingeart som beskrevs av Alexander 1944. Tipula shastensis ingår i släktet Tipula och familjen storharkrankar. Inga underarter finns listade i Catalogue of Life.